# Foidonośny monzodioryt
Foidonośny monzodioryt – obojętna skała magmowa typu głębinowego o strukturze drobnokrystalicznej lub średniokrystalicznej i barwie szarej lub ciemnoszarej. Na diagramie klasyfikacyjnym QAPF foidonośny monzodioryt zajmuje wraz z foidonośnym monzogabrem pole 9'.
Foidonośny monzodioryt od foidonośnego monzogabra różni się następującymi cechami:
- Plagioklazy foidonośnego monzodiorytu zawierają <50% cząstki anortytowej (oligoklaz, andezyn, natomiast foidonośnego monzogabra >50% cząstki anortytowej;
- Foidonośny monzodioryt zawiera <30% minerałów ciemnych, a foidonośne monzogabro więcej;
- W foidonośnym monzodiorycie wśród minerałów ciemnych dominują amfibole, a w foidonośnym monzogabrze - pirokseny

W skład foidonośnego monzodiorytu wchodzą skaleń potasowy i plagioklazy (oligoklaz-andezyn), pirokseny (augit, diopsyd, hipersten), amfibole (hornblenda), biotyt, oliwiny, skaleniowce (foidy) w ilości do 10%, a ponadto  minerały akcesoryczne: apatyt, tlenki żelaza, tytanit, spinel, piryt, cyrkon, allanit i inne.